# Rudolf Svedberg
Rudolf Svedberg, né le 19 août 1910 à Njurunda et mort le 24 juin 1992 à Eskilstuna, est un lutteur suédois spécialiste de la lutte gréco-romaine.

## Carrière
Rudolf Svedberg participe aux Jeux olympiques d'été de 1936 à Berlin et remporte la médaille d'or dans la catégorie des poids mi-moyens.

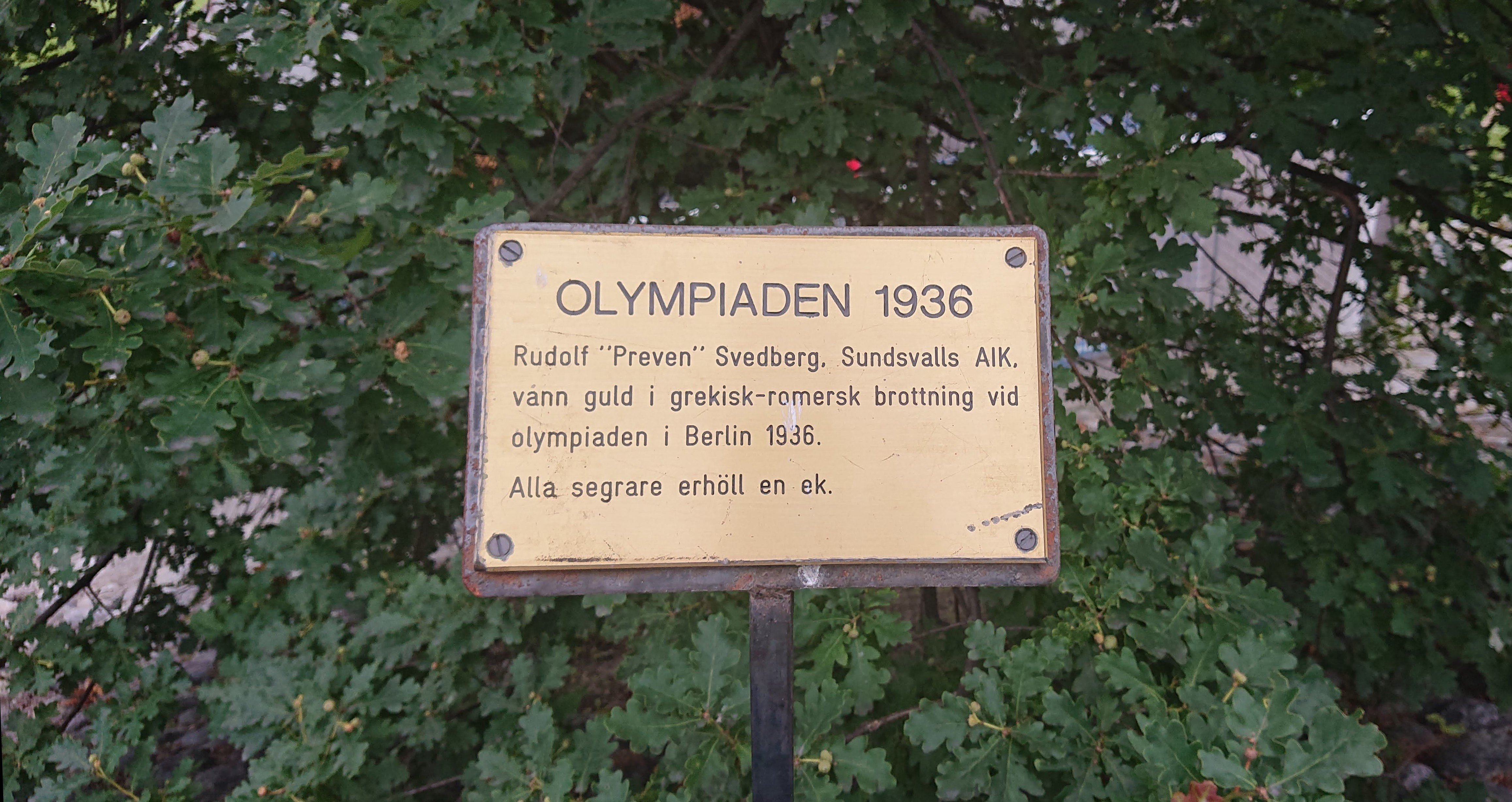